# Hackeo al Comité Nacional Demócrata de 2016
El hackeo al Comité Nacional Demócrata fue un acontecimiento en el que se filtró una colección de correos electrónicos que posteriormente se publicó en WikiLeaks el 22 de julio de 2016. Esta colección incluye 19,252 correos electrónicos y 8,034 archivos adjuntos del Comité Nacional Demócrata (DNC), el órgano de gobierno del Partido Demócrata en Estados Unidos.
La colección incluye correos de siete trabajadores del comité, desde enero del 2015 hasta mayo del 2016. La fuga provocó la renuncia de la presidenta del DNC Debbie Wasserman Schultz días antes de la Convención Nacional Demócrata. Después de la convención, Amy Dacey (CEO del DNC), Brad Marshall (director financiero) y Luis Miranda (director de comunicaciones) también renunciaron.

## Responsabilidad
WikiLeaks no reveló su fuente. Un hacker autodenominado Guccifer 2.0 se atribuyó la responsabilidad del hack. Agencias de seguridad cibernética y agencias de inteligencia estadounidense declararon con alta confianza que las agencias de inteligencia rusa estaban detrás del hack. El 25 de julio, el FBI anunció que investigaría el hack El mismo día, el DNC emitió una disculpa a Bernie Sanders y todos sus seguidores por lo encontrado en los correos electrónicos. El 6 de noviembre de 2016, WikiLeaks publicó una segunda colección de correos electrónicos del DNC, añadiendo 8,263 mensajes a su colección.

### Medios de comunicación
Los correos incluyen correspondencia con personalidades del mundo de la televisión, incluyendo reporteros de CNN, político, The Wall Street Journal y The Washington Post.

### Bernie Sanders
The Washington Post informó: "Muchos de los emails sugieren que el comité estaba tratando de afectar la campaña presidencial de Bernie Sanders.’’
En una de las cadenas de correos electrónicos se habla de cómo es importante hacer que alguien cuestione al senador Sanders sobre sus creencias ya que podría afectar los resultados de las primarias presidenciales en Kentucky y Virginia. En otro correo electrónico, al hablar de Bernie Sanders, Wasserman Schultz dijo, "Él no va a ser presidente".
El 21 de mayo de 2016, el Secretario Nacional de Prensa, Marcos Paustenbach le envió un correo al portavoz del DNC, Luis Miranda, donde se menciona una controversia que se produjo en diciembre del 2015, cuando el director Nacional de Datos de la campaña de Sanders y tres empleados accedieron a información de los votantes de Clinton en la base de datos NGP VAN. Paustenbach sugirió que el incidente podría ser utilizado para promover una "narrativa que sugiere que la campaña de Sanders siempre fue un desastre''.

### Debbie Wasserman Schultz
.En mayo del 2016, Mika Brzezinski de MSNBC exigió la renuncia de Debby Wasserman Shultz después de su favoritismo a la campaña de Hillary Clinton. Schultz no estaba de acuerdo con toda la atención negativa rodeándola después de lo que dijo Brzezinski, así que le escribió un correo electrónico a Chuck Todd diciendo que la cobertura sobre ella ‘’debe parar’’.

### Tim Canova
Entre los correos electrónicos filtrados, alrededor de 80 contenían información acerca de Tim Canova, el contrincante de Debbie Wasserman Schultz en el congreso. Los correos electrónicos hablaban de movimientos en la campaña de Canova, reportajes positivos acerca de él, le pedían a Real Clear Politics eliminar su nombre del título de un artículo y pedían información sobre un evento pro Bernie Sanders en el que participó.

### Reacciones
El 18 de julio de 2016, el secretario de prensa de Rusia, Dmitry Peskov, negó la participación del gobierno ruso en el hack.
El 24 de julio de 2016, Bernie Sanders exigió la renuncia de Debby Wasserman Schultz y dijo estar ‘’decepcionado’’, pero ‘’no sorprendido.’’ Debby Wasserman Schultz renunció a su puesto de presidenta del Comité Nacional Demócrata después del hack. Después de la renuncia, Sanders dijo que se había tomado ‘’la mejor decisión para el futuro del Partido Demócrata. Al día siguiente, el comité se disculpó con Bernie Sanders, sus seguidores y el Partido Demócrata por lo dicho en los correos electrónicos.